# Subiasella simplissima
Subiasella simplissima är en kvalsterart som först beskrevs av Arthur P. Jacot 1938.  Subiasella simplissima ingår i släktet Subiasella och familjen Oppiidae. Inga underarter finns listade i Catalogue of Life.